# Карловка (Брагінський район)
Карлівка (біл. Карлаўка) — село в Білорусі, у Брагінському районі Гомельської області. Входить до складу Комаринської селищної ради.
| Білорусь | Це незавершена стаття з географії Білорусі. Ви можете допомогти проєкту, виправивши або дописавши її. |